# Barrio Alto de Lisboa

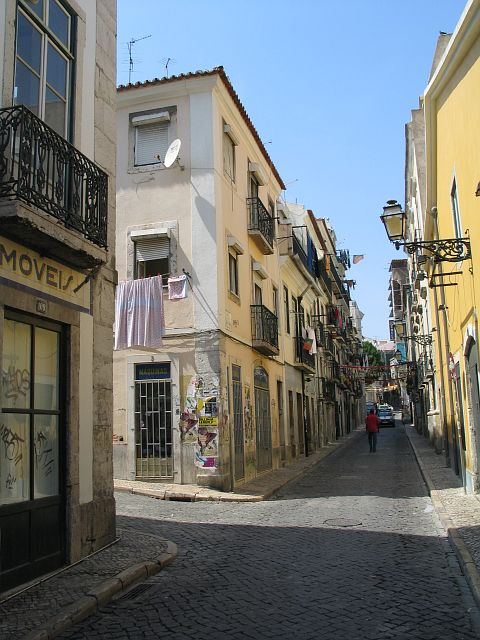
Calle típica del barrio alto de Lisboa.

El Barrio Alto (en portugués: Bairro Alto), también conocido como Vila Nova dos Andrades, es un barrio que se encuentra en Lisboa (Portugal), queda elevado con respecto a la Baixa Pombalina de Lisboa, y frente al Barrio de la Alfama de Lisboa. Construido más o menos en plano octogonal al final del siglo XVI, es uno de los barrios más pintorescos de la ciudad.
Antiguamente se podía acceder a este barrio desde el de la Baixa Pombalina en elevadores, de entre los cuales el más famoso es el elevador de Santa Justa.
Desde los años 80 es una de las zonas más conocidas de las noches lisboetas, con innumerables bares, restaurantes e incluso casas de música portuguesa, lugar donde se situaban casi todos los órganos de prensa de distribución portuguesa. En los últimos 20 años adquirió una vida propia y característica, donde se mezclan diferentes generaciones en búsqueda de diversión.
- Datos: Q652613
- Multimedia: Bairro Alto (Lisbon) / Q652613